# Comboi naval
Un comboi naval és un grup de vaixells que viatgen en el mateix rumb i velocitat (generalment en una formació determinada) tant en contextos civils (marina mercant) com militars (marina militar).

## La importància militar del comboi
El comboi, tot i que a primera vista sembla una acció defensiva, és en realitat una acció ofensiva, destinada a exercir el poder naval sobre una zona determinada durant un temps determinat. La projecció d'aquesta potestat es produeix en una àrea i un temps limitats, en el sentit que es produeix només a la zona en què pot ser exercida per l'escorta del comboi i només durant el temps que el comboi travessa aquesta zona. Per aquest motiu és fonamental que l'escorta sigui suficient per contrarestar qualsevol acció ofensiva de l'enemic, realitzada per qualsevol mitjà (naval, aeri o terrestre). La manca d'escorta adequada només crea l'agrupament d'un nombre important d'objectius en una àrea limitada.

## Història

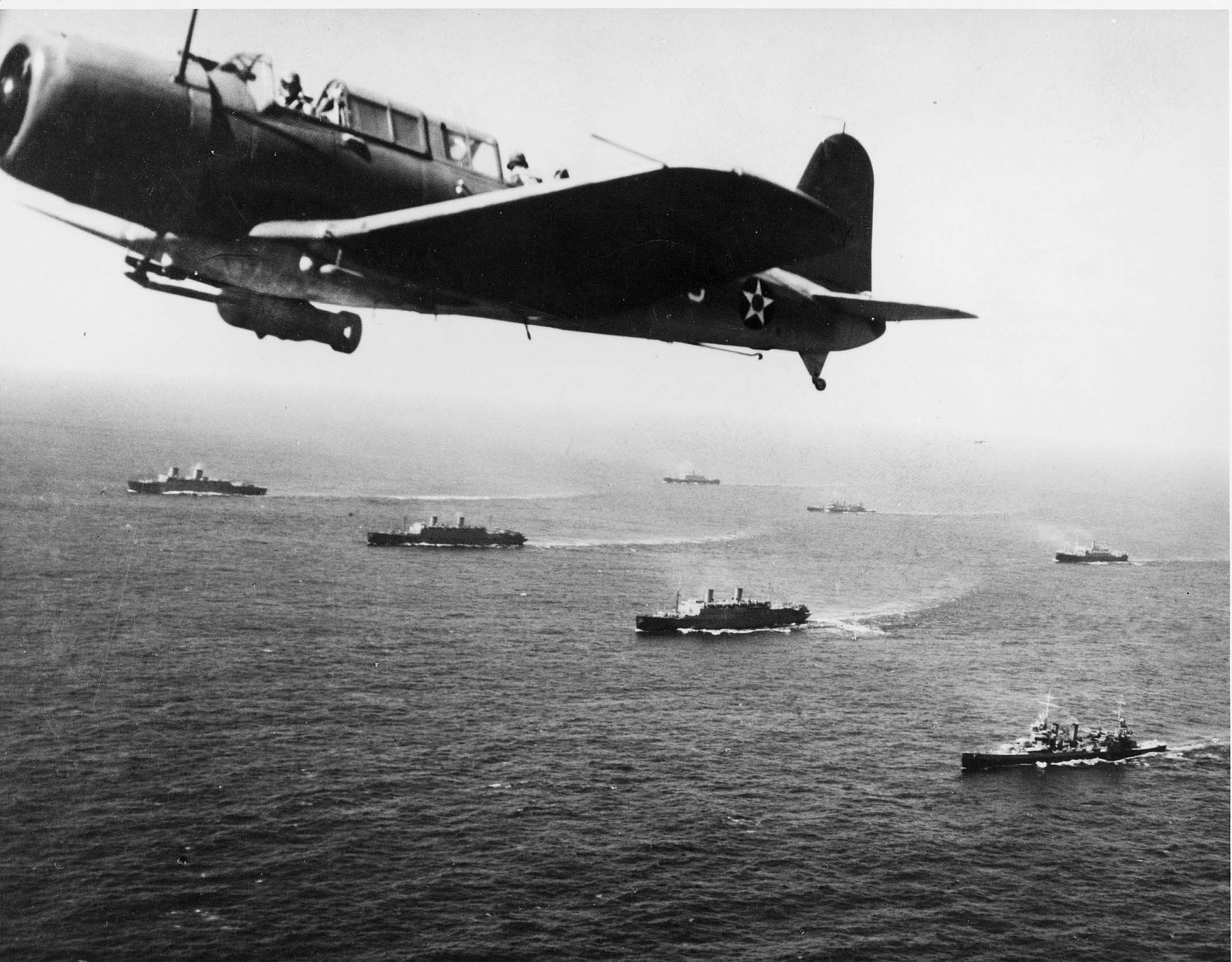
27 de novembre de 1941: Un Vought SB2U Vindicator de la Marina dels Estats Units del portaavions patrulla l'aigua davant d'un comboi naval en ruta cap a Ciutat del Cap.

Cada vaixell que al llarg dels segles va haver d'enfrontar-se a l'amenaça dels pirates portava amb ell un mínim d'armament per a l'autodefensa. L'agregació de més d'un vaixell oferia assistència mútua contra atacs que no eren massificats, o no realitzats per vaixells militars. Per protegir un grup de mercaders d'una forta amenaça militar, encara era necessari recórrer a una escorta de vaixells de guerra. Així doncs, els vaixells mercants seguien un rumb comú, amb una velocitat adequada al vaixell més lent i una formació amb distàncies més o menys constants entre si.
Els primers exemples de combois es poden trobar a la marina italiana des dels segles XI i XII, com a grups de vaixells mercants (sobretot d'Amalfi, pissencs, genovesos i venecians), cadascun dels quals embarcava un grup de soldats i viatjaven sota protecció mútua. Al voltant del segle xiii, Venècia sovint acompanyava els seus vaixells mercants amb una escorta militar, fins i tot indirecta (és a dir, amb un grup de galeres de guerra que controlaven la ruta i romanien emboscada a les zones més perilloses). Fins al segle xv, però, era molt més convenient fer vaixells mercants capaços d'autodefensa, els genovesos construïen grans "Mercat Cocche", d'on derivaven les carraques genoveses, els venecians (aviat copiats per altres nacions costaneres de la Mediterrània) van construir grans "Galleres de mercat", capaços de viatjar a velocitats comparables a les dels vaixells de guerra.
La pràctica dels combois mercants, escortats o no per vaixells militars, es va estendre pel nord d'Europa (Hansa, Bretanya, Escandinàvia, Anglaterra) i per l'Atlàntic (Portugal, Castella) cap a finals del segle xiv, tant contra els pirates com sobretot per protegir els vaixells mercants durant les guerres entre estats. En aquest cas s'utilitzaven vaixells de guerra, tot i que a l'Europa atlàntica les galeres de guerra eren massa diferents en rendiment en comparació amb els vaixells de vela (la coca hanseàtica va ser el tipus de gran vaixell mercant més estès fins a mitjans del segle xv), i per aquest motiu també es van començar a construir velers de guerra, tot i que eren (inicialment) galeres molt inferiors als bergantins de vena o re, o i les galeres de guerra, gaudint de bona estabilitat afrontar millor les tempestes) i molta més autonomia.
El sistema de combois es va implementar de manera significativa després del descobriment de les Amèriques i la ruta de l'Atlàntic cap a les Índies. La "carretera" de les Índies (és a dir, la ruta entre Mèxic i Cadis) era travessada per un comboi aproximadament un cop a l'any (posteriorment s'hi unia un altre de l'Argentina) format per vaixells militars mercants, tant privats com estatals, generalment de tipus galió (més tard substituïts per navilis de línia i fragates a finals del segle xvii), molt ben armats i capaços de ser utilitzats també per a accions militars. Els portuguesos gestionaven de manera similar el seu comerç amb Goa i Macau, construint vaixells mercants que es podien convertir en vaixells militars en cas de guerra, una part dels vaixells del comboi no transportaven mercaderies sinó un nombre més gran de soldats i armes i actuaven com a escorta.
D'aquest model es van derivar els de les companyies de les Índies Orientals holandeses, franceses, angleses, sueques i daneses, formades per vaixells mercants (al segle xvii sovint fragates i bergantins) però armats i equiparables en armament als vaixells de guerra, amb canons llargs de 9 lliures o canons lleugers i carronades de 18 o 24 lliures com els grans carronades de les Índies orientals . Les companyies nord-europees i franceses sovint rebien escorta de les seves respectives marines durant els conflictes amb altres potències europees, mentre que independentment proporcionaven protecció contra pirates i potències no europees.
De vegades, com en el cas dels vaixells del mateix propietari, es nomenava un comandant de comboi; un exemple van ser els combois de la Companyia de les Índies Orientals, les unitats de les quals estaven armades (fins i tot molt en comparació amb els comerciants normals), i si formaven part d'un gran comboi, el comandant més alt ocupava el càrrec de comodor; en un cas real, la batalla de Pulo Aura, els vaixells d'un comboi disposats en línia com un esquadró de batalla van aconseguir repel·lir l'atac d'un petit esquadró francès comandat per l'almirall Linois també equipat amb un vaixell de dos pisos de 74 canons, el Marengo .
Algunes batalles famoses del període dels vaixells de línia que inclouen combois marítims són:
- La batalla de Portland (1653)
- La batalla d'Ouessant (1781)
- La batalla de Dogger Bank (1781)
- El gloriós primer de juny (1794), en què els anglesos van derrotar la flota francesa escortant un comboi de gra dels Estats Units a França però no va impedir que el comboi arribés a port.
- La batalla de Pulo Aura (1804)

Cap al final de les guerres napoleòniques, la Royal Navy va desenvolupar un sofisticat sistema de comboi naval per protegir els vaixells mercants.
Després de les guerres napoleòniques, la dominació britànica del mar va fer que el sistema de combois no fos rendible, ja que un comboi, per mantenir la seva formació, havia de viatjar a la velocitat del vaixell més lent del comboi.

### Primera Guerra Mundial
Durant la Primera Guerra Mundial, l'estratègia submarina alemanya va patir una sèrie d'acceleracions i alentiments, per motius diplomàtics, amb l'objectiu d'evitar l'alienació dels països neutrals, en primer lloc els Estats Units. Quan, l'any 1917 , els Estats Units van declarar la guerra a les potències centrals, les reserves alemanyes van cessar, per la qual cosa l'Estat Major alemany va decidir iniciar una campanya submarina sense restriccions contra els estats neutrals a partir de l'1 de febrer de 1917 (poc abans que els Estats Units entrés en guerra). Entre les diverses respostes aliades a aquesta nova amenaça es va trobar l'adopció del sistema de combois per als vaixells que travessessin l'Atlàntic, a partir del maig de 1917. En els mesos de maig a juliol es van organitzar 21 combois amb 350 unitats, els combois van perdre un total de 2 vaixells, davant una previsió d'uns 35 si els mateixos vaixells havien viatjat sols. Durant tot el període posterior al 1917, fins al final de la guerra, el sistema de combois va resultar ser l'estratègia guanyadora, tant que l'agost de 1917 s'organitzaren 29 combois, 33 al setembre i una mitjana de 35 combois al mes fins al gener de 1918.

### Segona Guerra Mundial

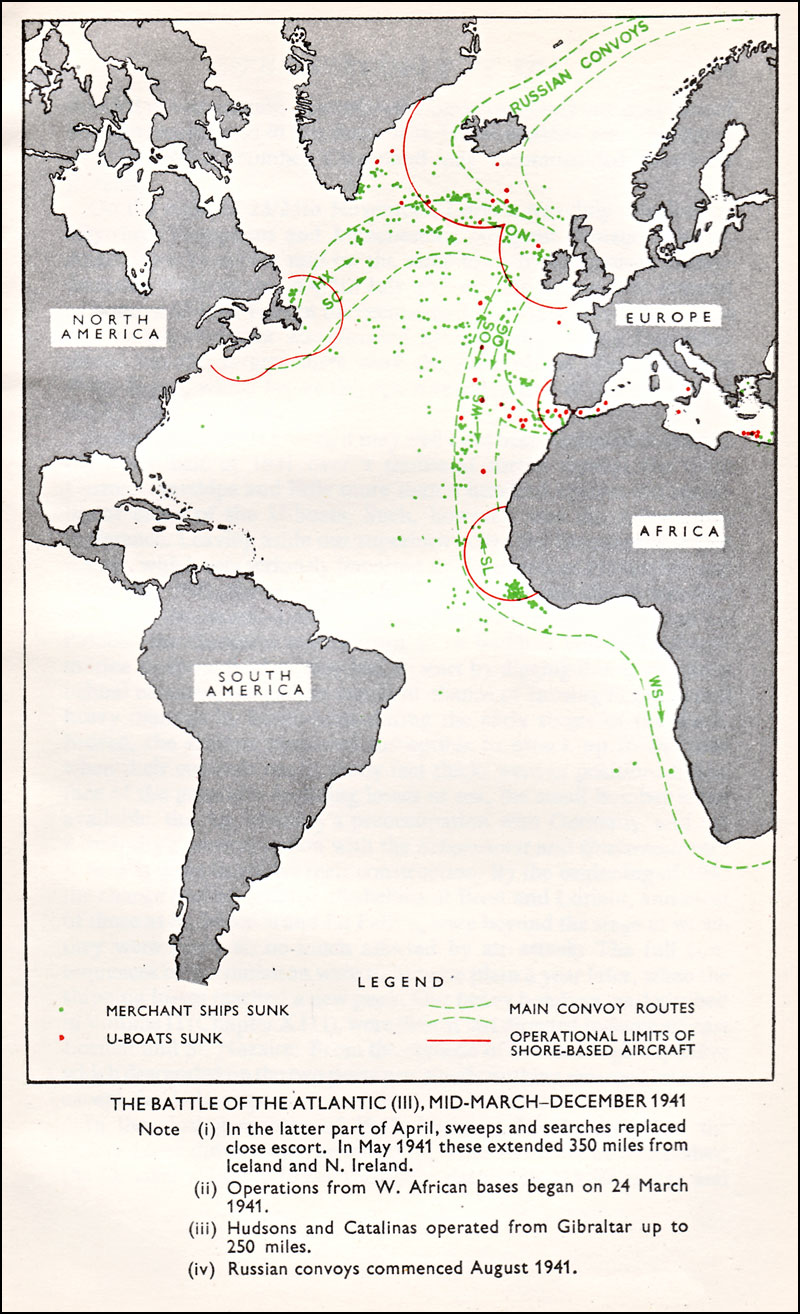
Rutes dels combois el 1941.

La Segona Guerra Mundial es va anunciar immediatament com a difícil per a la marina mercant, no només l'aliada, només el setembre de 1939, 41 vaixells mercants foren enfonsats pels submarins de la Kriegsmarine alemanya (per a un total de 154.000 tones).
Els britànics, aprofitant l'experiència de la Primera Guerra Mundial, van tornar a adoptar el sistema de combois, inicialment voluntari i posteriorment obligatori per a tots els vaixells mercants. Cada comboi constava de 30 a 70 vaixells mercants.
Els subministraments del Canadà i els Estats Units eren essencials per a l'economia britànica i per mantenir l'esforç de guerra, la història de la Segona Batalla de l'Atlàntic és una evolució contínua de les tàctiques anti-combois dels alemanys i de les tàctiques defensives dels britànics.
El poder d'un vaixell de guerra contra un comboi es va fer dramàticament evident pel destí del comboi HX 84 des d'Halifax que el 5 de novembre de 1940 va ser atacat pel creuer alemany de la Kriegsmarine Admiral Scheer, els vaixells Maiden , Trewellard , Kenbame Head , Beaverford i Fresno van ser enfonsats i molts altres vaixells van patir danys. El sacrifici del creuer auxiliar de la Royal Navy HMS Jervis Bay, l'única escorta del comboi, va permetre a la resta del comboi escapar de l'atac.
Per contra, l'efecte dissuasiu d'un vaixell de guerra que escortava un comboi es va demostrar quan els vaixells alemanys Scharnhorst i Gneisenau es van trobar amb un comboi britànic de 41 vaixells (HX-106) a l'Atlàntic Nord (8 de febrer de 1941). Quan van albirar el vaixell d'escorta HMS Ramillies, armat amb canons de 15 polzades, van abandonar el camp en lloc d'arriscar-se a un enfrontament.
El 17 de juliol de 1944, el comboi naval més gran de la guerra es va embarcar a Halifax, Nova Escòcia, sota la protecció de la Royal Canadian Navy.
Les pèrdues van ser fortes encara que les 600.000 tones mensuals, ja considerades suficients per comprometre l'armada britànica, es van assolir i es van superar només durant 5 mesos (maig '41, març, maig i octubre '42, març '43) mentre que el rècord es va assolir el novembre de 1943 (729.160 tones enfonsades). Molt per sota dels 881.027 assolits l'abril de 1917 (una xifra excepcional tenint en compte també que la flota de 1917 tenia un desplaçament mitjà inferior per a cada unitat, encara que està formada en part per velers i vaixells de fusta); A més, molts dels millors resultats obtinguts pels submarins alemanys es van aconseguir quan els Estats Units ja havien entrat en guerra, multiplicant el nombre de tones a enfonsar al mes abans d'afectar la capacitat de regeneració del sistema de transport naval. També cal afegir que en alguns mesos del conflicte van fer una notable contribució els exploradors (és a dir, creuers auxiliars fets de vaixells mercants modificats o vaixells de guerra normals de diversos tipus utilitzats contra vaixells mercants), els e-boats (torpedineres), aeronaus o mines llançades des de vaixells de superfície de diversos tipus i aeronaus. El rècord dels exploradors es va assolir el març de 1941 amb 138.906 tones enfonsades, però va ser un resultat decididament excepcional, ja que amb aquesta tàctica sovint només aconseguien uns quants milers de tones al mes i durant uns bons 15 mesos no van aconseguir enfonsar cap unitat (és a dir, es van veure obligats a renunciar a l'ús dels creuers, ja sigui perquè estaven tancats o temporalment en els ports els creuers en missió van ser enfonsats per l'enemic).
Les aeronaus van mostrar una major continuïtat, només durant 9 mesos (3 el 1939, els altres a la segona meitat del '44 i el '45) no van enfonsar cap unitat enemiga, aconseguint el rècord d'enfonsaments l'abril de 1941 (323.454 tones), però poques vegades van superar les 100.000 tones mensuals, i generalment van ser molt per sota de les 50. També cal destacar que Alemanya no disposava d'una força aèria naval. Les mines, incloses les col·locades per submarins i avions, van suposar una molèstia constant i costosa per a les marines aliades, que les van obligar a fer importants inversions defensives, però van superar les 100.000 tones mensuals només el novembre de 1939 (amb 120.958 tones enfonsades) i només a causa de les innovacions tecnològiques i les mines britàniques responen a les innovacions tecnològiques i adequades aconseguint-se amb mitjanes mensuals molt més baixes.
La Royal Navy també va lluitar dur per protegir els combois que es dirigien al nord d'Àfrica, i en diversos episodis va pagar molt cara la seva inferioritat tècnica en termes de manca de radar i entrenament nocturn de tir; Entre aquests episodis, la batalla del comboi Tarigo, la batalla del comboi  Duisburg i la batalla del banc de Skerki. Els resultats d'aquesta batalla no van ser unívocs, en el sentit que davant les pèrdues del 14% del material i del 8,35% del personal dirigit a Líbia i del 29% del material i del 7% del personal dirigit a Tunísia, es va produir una pèrdua del 90% dels vaixells mercants i més del 50% de les forces d' escorta.